# Josep María Madurell Marimón
Josep María Madurell Marimón [también Josep Maria Madurell i Marimon] (Barcelona, 1893 — 1983), fue un historiador y archivero español.
Se dedicó intensamente a la investigación histórica y publicó una gran cantidad de estudios, muchos de ellos relacionados con la historia de la cultura, la edición y el libro. Trabajó como archivero en el Museo Marítimo de Barcelona y en el Archivo General de Protocolos de Barcelona. Colaboró en las emisiones del Instituto Municipal de Historia de Radio Barcelona. Parte de su fondo personal se conserva en el Archivo Fotográfico de Barcelona. El fondo reúne fotografías de temática muy variada fruto de la investigación histórica sobre la ciudad realizada por él. Son imágenes que muestran, principalmente, la Barcelona de principios del siglo XX.